# Aire urbaine de Cosne-Cours-sur-Loire
L'aire urbaine de Cosne-Cours-sur-Loire est une aire urbaine française centrée sur la ville de Cosne-Cours-sur-Loire.

## Caractéristiques
D'après la définition qu'en donne l'INSEE, l'aire urbaine de Cosne-Cours-sur-Loire est composée de 8 communes, situées dans la Nièvre. Ses 15 618 habitants font d'elle la 303e aire urbaine de France.
Une commune de l'aire urbaine est un pôle urbain.
Le tableau suivant détaille la répartition de l'aire urbaine sur le département (les pourcentages s'entendent en proportion du département) :
| Département | Communes | Communes (%) | Superficie (km²) | Superficie (%) | Population (1999) | Population (%) |
| ----------- | -------- | ------------ | ---------------- | -------------- | ----------------- | -------------- |
| Nièvre      | 8        | 2,6          | 176,09           | 2,6            | 15 618            | 6,9            |

## Communes
Voici la liste des communes françaises de l'aire urbaine de Cosne-Cours-sur-Loire.
| Code INSEE | Commune                 | Type                  | Département | Superficie (km²) | Population (1999) | Densité (hab./km²) |
| ---------- | ----------------------- | --------------------- | ----------- | ---------------- | ----------------- | ------------------ |
| 58002      | Alligny-Cosne           | Commune monopolarisée | Nièvre      | +0034,41         | +00 000824,       | +00023,95          |
| 58044      | La Celle-sur-Loire      | Commune monopolarisée | Nièvre      | +0021,17         | +00 000798,       | +00037,69          |
| 58086      | Cosne-Cours-sur-Loire   | Pôle urbain           | Nièvre      | +0053,3          | +00011 399,       | +00213,86          |
| 58187      | Myennes                 | Commune monopolarisée | Nièvre      | +0007,4          | +00 000557,       | +00075,27          |
| 58248      | Saint-Laurent-l'Abbaye  | Commune monopolarisée | Nièvre      | +0001,41         | +00 000207,       | +00146,81          |
| 58251      | Saint-Loup              | Commune monopolarisée | Nièvre      | +0017,28         | +00 000440,       | +00025,46          |
| 58256      | Saint-Martin-sur-Nohain | Commune monopolarisée | Nièvre      | +0024,03         | +00 000370,       | +00015,4           |
| 58261      | Saint-Père              | Commune monopolarisée | Nièvre      | +0017,09         | +0 0001 023,      | +00059,86          |
|            | Total                   |                       |             | +0176,09         | +00015 618,       | +00088,69          |